# Урнов, Андрей Юрьевич
Андрей Юрьевич Урнов (10 ноября 1937, Москва — 10 августа 2025, Москва) — советский и российский дипломат и государственный деятель. Доктор исторических наук. Старший брат советского и российского экономиста и политолога Марка Юрьевича Урнова. Чрезвычайный и полномочный посол (1990).

## Биография
Мать — бывшая актриса Театра транспорта, после рождения младшего сына Марка перешла на работу в Театральном училище Щепкина, где преподавала сценическую речь. Отец Юрий Маркович Кушнир занимался электронными микроскопами в закрытом институте, во время войны был политработником на фронте, занимался пропагандой среди войск противника.
Дед по отцовской линии — Марк Григорьевич Кушнир, бывший член партии кадетов, профессор, акушер гинеколог. Дед по материнской линии Василий Ефимович Урнов — школьный учитель, из крестьян, бывший член партии эсеров, в мае-октябре 1917 года — председатель Московского Совета Солдатских Депутатов.
В 1961 году окончил Московский государственный институт международных отношений МИД СССР.
Был заместителем заведующего Международным отделом ЦК КПСС.
В системе МИД СССР работает с 1990 года. С 15 августа 1990 по 5 июля 1994 года — чрезвычайный и полномочный посол СССР/Российской Федерации в Намибии.
С 13 сентября 1994 по 12 ноября 1998 года — чрезвычайный и полномочный посол Российской Федерации в Армении.
С декабря 1998 года — исполняющий обязанности директора Департамента по связям с субъектами Федерации, парламентом и общественно-политическими организациями МИД России.
В 1999—2000 годах — директор Департамента по связям с субъектами Федерации, парламентом и общественно-политическими организациям МИД России.
В 2000—2004 годах — посол по особым поручениям МИД России. Руководитель Российской рабочей группы по Каспийскому морю.
В 2004—2007 годах — заместитель генерального секретаря Постоянного Международного Секретариата Организации Черноморского экономического содружества
Скончался 10 августа 2025 года.

## Дипломатический ранг
- Чрезвычайный и полномочный посол (15 августа 1990)[8].

## Семья
Жена, двое сыновей.

## Сочинения
- Юг Африки — новый этап освободительной борьбы // Международный ежегодник. Политика и экономика, М., 1977 (псевд. А. Рунов).
- Политика ЮАР в Африке, М., 1982;
- Белый дом и чёрный континент, М, 1984 (в соавт.);
- South Africa Against Africa (1966—1986). Progress Publishers, 1988;
- Африка и ООН на исходе первого десятилетия XXI века. М., 2011;
- Внешняя политика СССР в годы «холодной войны» и «нового мышления». М., 2014;
- США и Африка: политика администрации Б. Обамы (2009—2014). М., 2015.
- США и Африка: политика администрации Б. Обамы 2015—2016 гг. Хроника событий (2017);
- США=Африка: Политика администрации президента Д. Трампа 2017—2019 годы (2020);
- Американо-африканские отношения и президентские выборы в США в 2020 г. (2021);
- Политика администрации Дж. Байдена в Африке. Конец 2021 г. — начало 2023 г. (2023)